# Miranda (TV-serie)
Miranda är en brittisk sitcom-serie av och med komikern Miranda Hart.
Serien sändes för första gången på BBC Two den 9 november 2009, och serien har bestått av tre säsonger. Den lades ner 2013, men därefter gjordes två julspecialavsnitt, "I Do, But To Who?" visad 25 december 2014 och den allra sista episoden, "The Final Curtain", presenterad 1 januari 2015.

## Handling
Serien kretsar kring Miranda (spelad av Miranda Hart) och hennes liv. Hon är 185 cm lång, vilket gör att hon ibland blir felaktigt kallad "herrn" (sir) av personer. Hon gick som ung på en internatskola, och har aldrig känt sig riktigt bekväm bland sina vänner från skolan. Hon hamnar mer än ofta i mycket udda, smått komiska situationer, ofta på grund av sitt lite nervösa beteende. Hennes mamma som ofta kommer och hälsar på, är helt förtvivlad över att Miranda äger en skämtbutik och är över 30 och ogift, vilket gör att hon alltid försöker para ihop Miranda med alla möjliga sorters män. 
Miranda har en skämtbutik tillsammans med sin barndomsvän Stevie. Stevie är till skillnad från Miranda ganska kort och är lite mer engagerad i skämtbutikens framgångar än Miranda. Hon refererar ofta till Heather Smalls låt "Proud", genom att hålla upp ett kartongutklipp av Smalls huvud och sjunga textraden "What have you done today to make you feel proud?". I restaurangen bredvid jobbar Gary och Clive. Gary är den enda Miranda har ögonen för. Avsnitten går ofta ut på hur Miranda förgäves försöker få ihop det med Gary. Problemet ligger oftast inte i Garys intresse, utan hur Miranda hanterar olika situationer.

## Rollista
- Miranda Hart - Miranda, en lång kvinna i 35-årsåldern med stor självdistans.
- Tom Ellis - Gary Preston, en godhjärtad, snygg kock och den enda som Miranda har ögonen för.
- Sarah Hadland - Stevie Sutton, Mirandas barndomsvän och kollega. Säger sig ha en "lockelse" som drar män till sig.
- Patricia Hodge - Penny, Mirandas medelklass-mamma som vill imponera på sina vänner, vilket hon inte tycker att Miranda bidrar till.
- James Holmes - Clive Evans, ägaren av restaurangen där Gary jobbar.
- Sally Phillips - Tilly, Mirandas vän från internatskolan.